# 러시아 자치 정교회
러시아 자치 정교회(Russian Orthodox Autonomous Church)는 러시아에 소재한 동방 정교회 교단이다. 러시아 자치 정교회는 교회 분류상 참 정교회(True Orthodoxy)에 속한 교단으로 구분된다. 1994년 이전에는 해외 러시아 정교회를 구성하는 교회였으나 의견 불일치로 인해 독립된 교단을 설립하였다.
교회의 시노드는 러시아 수즈달에 소재하고 있다. 러시아 자치 정교회는 전 러시아 총대주교 세르기우스의 입장을 반대하고 있다. 그리고 러시아 자치 정교회는 1983년 해외 러시아 정교회의 교회 일치 운동에 대한 반대 원칙을 지지하는 입장을 유지하고 있다.
러시아 자치 정교회의 수좌 주교는 테오도르 대주교이고 그 외 5명의 대주교를 포함한 10명의 주교들이 있다. 라트비아에도 하나의 지체인 라트비아 자치 정교회가 있다.

## 같이 보기
- 해외 러시아 정교회
- 러시아 정교회